# Wohnanlagen am Loehleplatz

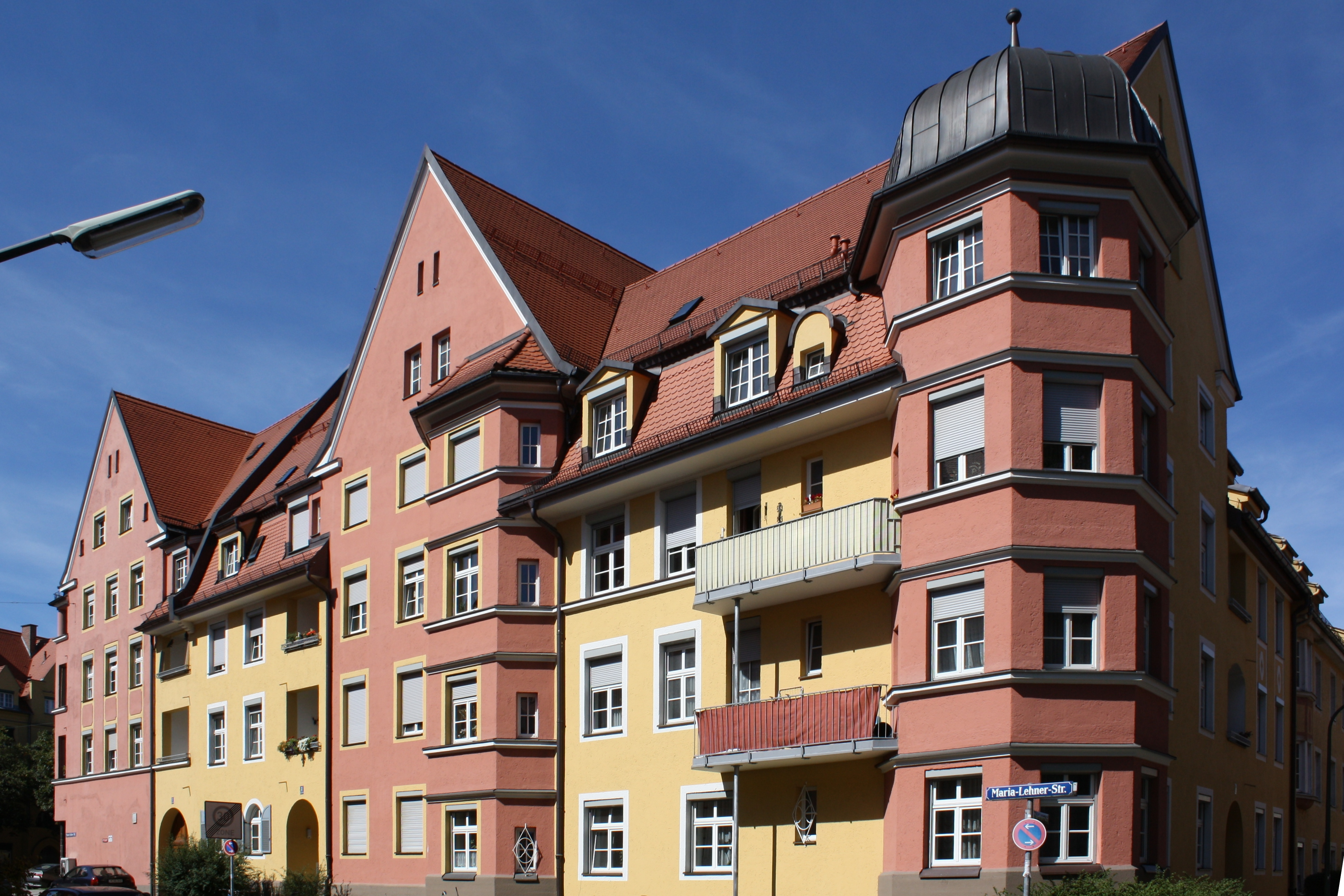
Straßenzug der Wohnanlagen am Loehleplatz (hier: Maria-Lehner-Straße)

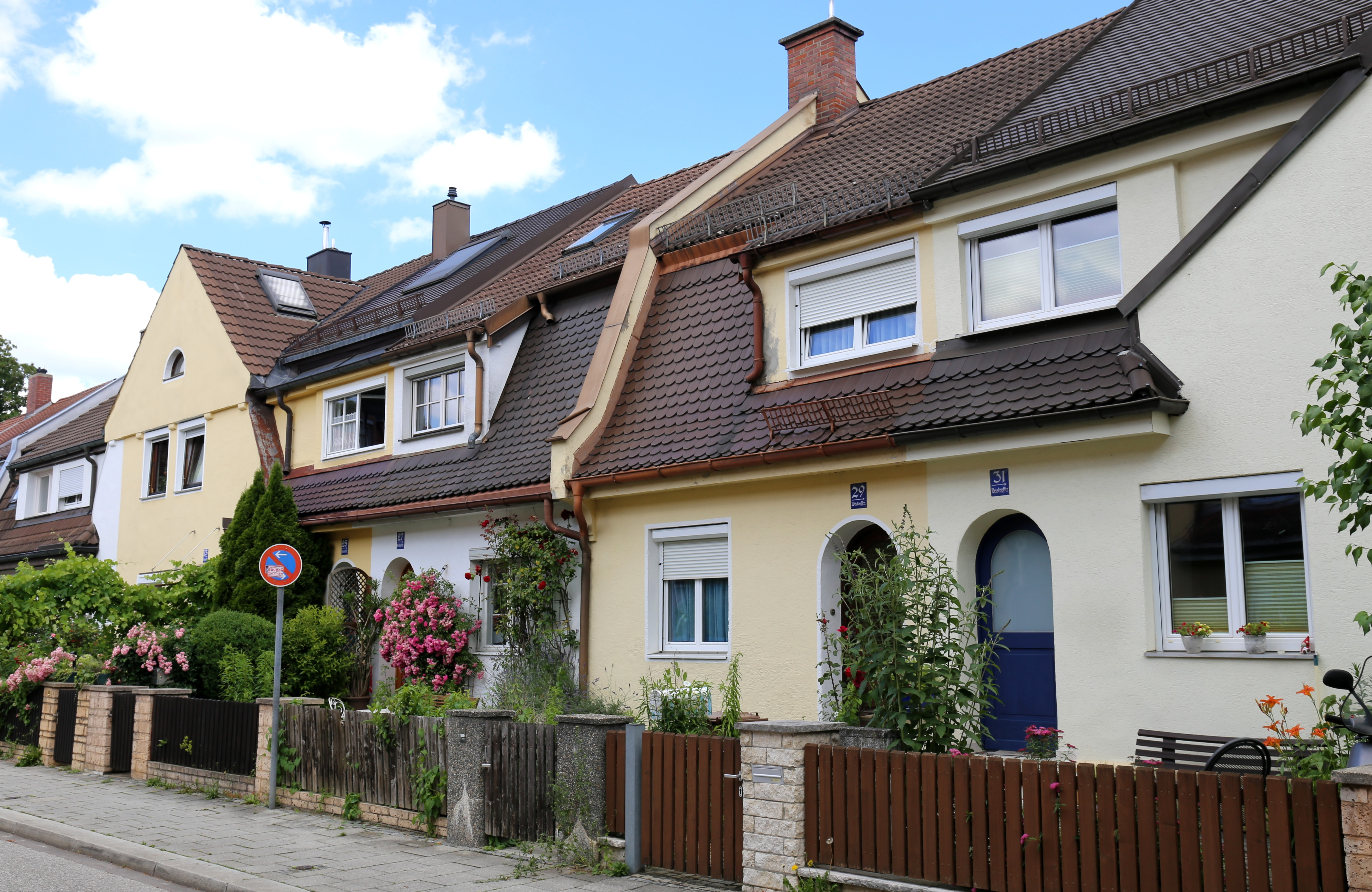
Straßenzug der Wohnanlagen am Loehleplatz (hier: Weiskopfstraße)

Die Wohnanlagen am Loehleplatz sind ein Wohngebiet im Münchner Stadtteil Ramersdorf. Sie bilden ein unter Denkmalschutz stehendes Ensemble.

## Geschichte
Die Siedlung entstand für den Verein für Verbesserung der Wohnungsverhältnisse in München (heute: Gemeinnütziger Wohnungsverein 1899 e.V.) zwischen 1907 und 1927 – unterbrochen durch den Ersten Weltkrieg. Die Leitung beim Bau des Wohngebiets lag beim Architekten Johann Mund. Die Bebauung folgte dem Staffelbauplan Theodor Fischers, der kurz zuvor in Kraft getreten war. Daher wurden an der Ausfallstraße, der Rosenheimer Straße, viergeschossige Gebäude errichtet. An der Weißkopfstraße wurden die Bauten auf zwei- bzw. eingeschossiges Niveau herabgestaffelt.
Städtebaulich wurde durch die ausgestalteten Eckbauten an der Mündung der Maria-Lehner-Straße ein Zugang zu den Wohnanlagen am Loehleplatz und deren Plätzen und Straßen im Inneren geschaffen. Insbesondere vor dem Ersten Weltkrieg wurden selbst kleinere Baukörper reich gegliedert und asymmetrisch oder symmetrisch zusammengeordnet. Dadurch wurden Blockbebauungen mit Innenhöfen wie auch die Straßenzüge mit Reihenhäusern aufgelockert. Die Wohnanlagen am Loehleplatz gelten damit als „Musterbeispiel malerischen Städtebaus“ und wurden auf die Rahmersdorfer Kirche St. Maria als Blickziel ausgerichtet. Nach dem Ersten Weltkrieg wandelte sich der Stil der Bauten – insbesondere bei den später entstandenen Bauten an der Rosenheimer Straße. Dies blieb aber noch im vorgegebenen Rahmen.
Im Zweiten Weltkrieg wurden die Gebäude Weiskopfstraße 39–43 und Führichstraße 68 zerstört bzw. schwer beschädigt. Dort entstanden im Auftrag des Vereins Neubauten, wobei insbesondere das Gebäude Maria-Lehner-Straße 37/39 auf Grund der Höhe und Gestaltung vom Rest des Ensembles abweicht.

## Beschreibung des Ensembles
Die Wohnanlagen am Loehleplatz sind ein beim Bayerischen Landesamt für Denkmalpflege gelistetes unter Denkmalschutz stehendes Ensemble (Akten-Nummer E-1-62-000-30). Sie wird in den Unterlagen folgendermaßen beschrieben:

„Die Wohnanlage am Loehleplatz, zwischen 1907 bis 1926 errichtet sowie 1936–38 erweitert, stellt ein bemerkenswertes Beispiel des genossenschaftlichen Wohnungsbaus in München dar und bildet als solches ein Ensemble. Die Bebauung, vom Ersten Weltkrieg unterbrochen, erfolgte durch den „Verein für Verbesserung der Wohnungsverhältnisse in München“ unter der Führung des Architekten Johann Mund und unter Beteiligung von Richard Fuchs, Hans Wagner, Paul Liebergesell und Feodor Lehmann. Die Bauten sind dem Reform- bzw. Heimatstil zuzuschreiben. Die Erweiterung in den 1930er Jahren beruht auf den Planungen von
Carl Jäger, der mit den Bauten den Heimatstil fortschreibt. Der 1899 gegründete Verein zählt zu den vielen, seit der Mitte des 19. Jahrhunderts in Deutschland entstehenden Wohnungsbaugenossenschaften, die als Antwort auf die drängende Wohnungsfrage insbesondere für die Bevölkerungsgruppen mit kleinem Einkommen ein gesundes Wohnumfeld schaffen wollten.“